# Вуглеводневі гази
Вуглеводневі гази (англ. hydrocarbonaceous gases; нім. Kohlenwasserstoffegase) — гази, в складі яких присутні метан та його вищі гомологи: етан, пропан і бутан.
Характерні для нафтогазових скупчень, а також ділянок зон глибинних розломів, які контролюють гідротермальне мінералоутворення (ртуть, поліметали тощо).